# Maurits Crucq

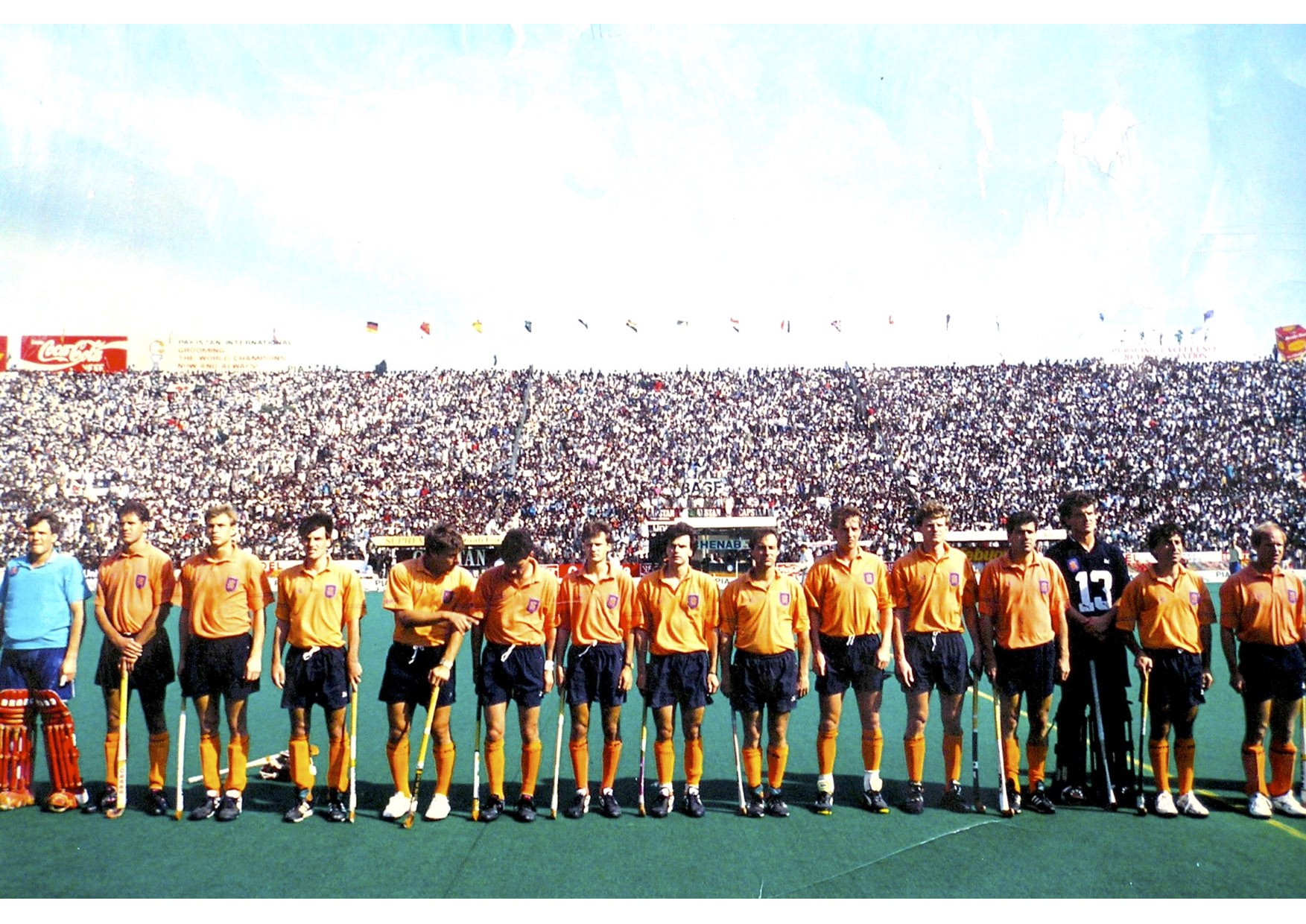

Maurits Crucq (Voorburg, 10 februari 1968) is een Nederlands voormalig hockeyspeler. Als international speelde hij op de Olympische Spelen van 1988 en 1996. Hij maakte deel uit van de generatie die Europees, wereld- en olympisch kampioen werd.

## Biografie
Crucq werd samen met onder anderen Krijn Moens, Ewout Buijs, Ewoud van Gellicum, Mark Liem, Wim van der Zwan en Martijn Burghouwt vijfmaal Nederlands jeugdkampioen op het veld en in de zaal. Op zeventienjarige leeftijd speelde hij zijn eerste wedstrijden voor heren 1 van Klein Zwitserland, tijdens het toernooi om de Europacup I in 1985 voor clubteams in Frankenthal (tweede plaats). Crucq kwam in clubverband elf jaar uit voor HC Klein Zwitserland. 
In december 1986 werd door coach Hans Jorritsma geselecteerd voor het Nederlands elftal. Daarmee werd hij olympisch Kampioen (Atlanta 1996), Wereldkampioen (Lahore 1990) en Europees kampioen (Moskou 1987). In totaal speelde hij 132 interlands als verdediger en scoorde hij twaalf doelpunten.
Crucq begon in 1990 aan de opleiding tot verkeersvlieger op de Nationale Luchtvaartschool (NLS) . Hij vliegt sindsdien als verkeersvlieger bij een luchtvaartmaatschappij.
Hij raakte in 2010 betrokken bij de Stichting Sleeppush.nl, die de sleeptafel voor het Nederlands hockey heeft bedacht. De sleeptafel is een trainingstoestel dat het aanleren en trainen van de sleeppush leuker en eenvoudiger maakt. 
Crucq heeft tussen 2015 en 2019 voor het KNHB CORNER NL team gewerkt. Strafcornertraining aan de Nationale Jeugdselecties.  
Marc Benninga · 
Floris Jan Bovelander · 
Jacques Brinkman · 
Maurits Crucq · 
Marc Delissen · 
Cees Jan Diepeveen · 
Patrick Faber · 
Taco van den Honert · 
Ronald Jansen · 
René Klaassen · 
Hendrik Jan Kooijman · 
Jan Hidde Kruize · 
Frank Leistra · 
Erik Parlevliet · 
Gert Jan Schlatmann · 
Tim Steens ·
Coach: Hans Jorritsma
Floris Jan Bovelander · 
Jacques Brinkman · 
Maurits Crucq · 
Marc Delissen · 
Jeroen Delmee · 
Taco van den Honert · 
Ronald Jansen · 
Erik Jazet · 
Leo Klein Gebbink · 
Bram Lomans · 
Tycho van Meer · 
Teun de Nooijer · 
Wouter van Pelt · 
Stephan Veen · 
Guus Vogels · 
Remco van Wijk ·
Coach: Roelant Oltmans